# الدوري البيروي لكرة القدم 1991
الدوري البيروفي لكرة القدم 1991 (بالإسبانية: Campeonato Descentralizado 1991)‏ هو الموسم 65 من الدوري البيروفي لكرة القدم. فاز فيه نادي سبورتينغ كريستال.